# Соляний похід

Ганді під час Соляного походу

«Соляний похід» — епізод сатьяграхи в Індії у 1930 році.
12 березня — 5 квітня М. К. Ганді з 79 своїми послідовниками пройшов пішки від міста Ахмадабад (в Гуджараті, Західна Індія) до селища Данді на березі Аравійського моря, де вони демонстративно, на знак порушення колоніальної соляної монополії, три тижні випарювали сіль з морської води. Похід мав пропагандистське значення і поклав початок масовій кампанії громадянської непокори англійській колоніальній владі в Індії у 1941 році.

## Перебіг подій
12 березня 1930 Ганді і 78 його прихильників вирушили пішки у прибережне село Данді, Гуджарат за більш ніж 390 кілометрів (240 миль) від своєї відправної точки в Сабарматі Ашрам. За даними The Statesman, офіційної газети уряду, 100000 чоловік заповнили дороги, які поєднують Сабарматі з Ахмедабадом. У перший день маршу вони пройшли 21 кілометр (13 миль) і зупинились у селі Аслалі, де Ганді розмовляв із 4000 людей. В Аслалі і в інших селах, через які проходив шлях, волонтери збирали пожертви, реєстрували нових сатьяграхів.
Демонстрантів вітали у кожному селі, граючи їм на барабанах і цимбалах. Ганді заявляв, що оподаткування за висушування солі з Данді є антигуманним. Щоночі вони спали просто неба. Їжу та воду просили у сільських мешканців.
До походу приєднались тисячі прихильників сатьяграхи, таких як Сароджіні Найду. Кожного дня все більше людей брали участь у марші, довжина процесії перевищувала дві милі. Щоби не падати духом, демонстранти співали індуїстський бгаджан «Ругхупаті Рагхава Раджа Рам» при ходьбі. В Сураті їх вже було 30 000. Коли вони дісталися до залізничної станції в Данді, їх було більше 50 000. Ганді давав інтерв'ю, писав статті на цьому шляху. За допомогою журналістів його ім'я стало відомим у Європі та Америці. The New York Times писала про марш майже щодня, йому були присвячені перші шпальта випусків за 6 і 7 квітня. В кінці березня Ганді заявив: «Я хочу, щоби світова громада оцінила цю війну права проти меча».
Після прибуття до берега моря, 5 квітня Ганді дав інтерв'ю кореспонденту Associated Press. Він сказав:
|  | Я не можу стримати своїх компліментів уряду за політику повного невтручання, прийняту ним впродовж березня... Я хотів би повірити, що це невтручання було спричинено реальною зміною думки чи політики. Безглузде ігнорування, проявлене у Законодавчих Зборах до суспільних почуттів, та їхні зарозумілі дії не залишають місця для сумнівів у тому, що політика безсердечної експлуатації Індії зберігатиметься будь-якою ціною, і тому єдиним тлумаченням цього невтручання, яке я можу дати, полягає в тому, що британський уряд, хоча він є потужним, є чутливим до світової думки, яка не буде терпіти придушення навіть крайньої політичної агітації, якою, безсумнівно, є громадянська непокора, доти, доки непокора залишається цивільною і, отже, обов'язково ненасильницькою... Залишається з’ясувати, чи потерпить уряд фактичне порушення незліченними людьми законів про сіль, яке буде з завтрашнього дня, так же, як він терпить марш. |

Наступного ранку, після молитви, Ганді підняв шматок солоного бруду і заявив: «Цим я зіпсую фундамент Британської імперії». Потім він випарював морську воду, виробляючи незаконну сіль. Він вмовив тисячі послідовників також приступити до видобутку солі уздовж берега моря і допомогти мешканцям Данді отримати незаконну, проте необхідну, сіль.